# Franco Schädlich
Franco Schädlich (* 16. April 2004 in Schlema) ist ein deutscher Fußballspieler.

## Karriere
Schädlich begann mit dem Fußballspielen in der Jugendabteilung des SC Teutonia Bockau und durchlief dort bis 2014 die Jugendmannschaften. Anschließend kam er in den Nachwuchsbereich des FC Erzgebirge Aue. Im Oktober 2021 gehörte er zum ersten Mal dem Spieltagskader der ersten Mannschaft in der 2. Bundesliga an, ohne eingesetzt zu werden. Im Februar 2023 unterschrieb er bei seinem Verein seinen ersten Profivertrag und kam dort auch zu seinem ersten Einsatz im Profibereich in der 3. Liga, als er am 20. Mai 2023, dem 37. Spieltag, bei der 0:3-Heimniederlage gegen den FC Ingolstadt 04 in der 46. Spielminute für Sam Schreck eingewechselt wurde. In der Saison 2023/2024 kamen drei weitere Profieinsätze in der 3. Liga hinzu, zwei davon über jeweils 90 Minuten. In der darauf folgenden Saison 2024/2025 schaffte es Schädlich jedoch zumeist nicht mehr in den Spieltagskader der Auer Profimannschaft, sodass er sich in der Winterpause dem Regionalligisten FC Eilenburg anschloss um mehr Spielzeit zu erhalten.